# Rääbise
Rääbise (Duits: Repshof) is een plaats in de Estlandse gemeente Jõgeva, provincie Jõgevamaa. De plaats heeft 63 inwoners (2021) en heeft de status van dorp (Estisch: küla).
Rääbise maakte tot in 2017 deel uit van de gemeente Torma. In oktober van dat jaar werd de gemeente Torma bij de gemeente Jõgeva gevoegd.

## Geschiedenis
Rääbise behoorde bij het landgoed Rääbise (Duits: Gut Repshof, Estisch: Rääbise mõis), waarvan het landhuis niet meer bestaat. Het landgoed werd al genoemd in 1408, van een dorp Rääbise is pas sprake in 1921. Het dorp in zijn huidige vorm ontstond in 1977 uit een samenvoeging van Rääbise met de dorpen Aoveski en Rääbise-Metsanurga.

## Geboren in Rääbise
- Paul Ariste (1905-1990), taalkundige, op het landgoed Rääbise.